# Metapedia
Metapedia är ett nätbaserat uppslagsverk med högerextremistisk och åtminstone bitvis antisemitisk och nynazistisk profil som använder sig av wikiteknik. Metapedia, som 2009 fanns i 13 språkversioner, beskriver sig självt som "ett alternativt uppslagsverk om kultur, filosofi, vetenskap och politik" som vill informera om ämnen som är "tabubelagda eller medvetet bortglömda" till följd av politisk korrekthet.
Till skillnad från exempelvis Wikipedia tillåter Metapedia endast registrerade användare att redigera på wikin, och konton tilldelas efter ansökan per e-post.

## Språkversioner
Den ursprungliga språkversionen av Metapedia var den på svenska som startades 2006. Därefter tillkom en version på danska, och i maj 2007 tillkom tyska, engelska och franska, följt av portugisiska och tjeckiska. Därefter har språkversioner tillkommit även på slovakiska, spanska, ungerska, rumänska, norska (bokmål), isländska, och estniska. Den språkversion som i augusti 2009 redovisade avgjort flest artiklar är den ungerska med över 87 000, följt av den tyskspråkiga med knappt 14 000.
Även om de olika språkversionerna delar politisk profil, varierar de i graden av extremism och hur tydligt nynazistiska artiklarna är. Beskrivningen av förintelsen på den engelskspråkiga versionen av Metapedia är mycket tydlig i sin förintelseförnekelse och kategoriserar gaskammarna som en "bluff".
Sedan juli 2007 har Metapedia även språklänkar till Wikislavia på ryska.

## Svenska Metapedia
Den svenskspråkiga versionen, som var den första, lanserades 26 oktober 2006, efter att material hade börjat läggas in 9 augusti 2006.[källa behövs] I december 2010 fanns det drygt 6 100 artiklar på denna språkversion.
Bakom denna version står Anders Lagerström och Nordiska förlaget samt Lennart Berg och NFSE Media AB. Ansvarig utgivare för webbplatsen är Anders Lagerström.
Lagerström har tidigare varit aktiv i det nynazistiska ungdomsförbundet Nationell Ungdom och även senare distriktsordförande i det högerextrema Nationaldemokratisk Ungdom.

### Kontroverser
I februari 2007 uppmärksammades den svenska versionen för att den innehöll information som kunde liknas vid register över personer av judisk börd och företag som webbplatsen ansåg ha judiska intressen. Ärendet överlämnades av polisen till Justitiekanslern (JK) som undersökte om webbplatsen kunde anses vara skyldig till hets mot folkgrupp. Efter att ha granskat Metapedias material, som då omfattade drygt 1 000 artiklar, med utgångspunkt från Yttrandefrihetsgrundlagens (YGL) bestämmelser beslöt JK att inte inleda någon förundersökning.
Senare mottog JK en anmälan med anledning av Metapedias artikel om Adolf Hitler. JK konstaterade i januari 2009 att även om Metapedia gav en positiv bild av Hitler, utgjorde texten inte hets mot folkgrupp enligt YGL:s bestämmelser, så inte heller denna gång inleddes någon förundersökning.